# Доброславська селищна рада
Добросла́вська се́лищна ра́да — орган місцевого самоврядування Доброславської селищної громади Одеського району Одеської області.

## Склад ради
Рада складається з 22 депутатів та голови.
- Голова ради: Прокопечко Людмила Ярославівна
- Секретар ради: Волощук Оксана Геннадіївна

### Керівний склад попередніх скликань
| Прізвище, ім'я, по батькові    | Основні відомості                                               | Дата обрання | Дата звільнення |
| ------------------------------ | --------------------------------------------------------------- | ------------ | --------------- |
| Прокопечко Людмила Ярославівна | Селищна голова, 1958 року народження, освіта вища, позапартійна | 25.10.2015   | 25.10.2020      |
| Прокопечко Людмила Ярославівна | Селищна голова, 1958 року народження, освіта вища, позапартійна | 25.10.2020   |                 |

Примітка: таблиця складена за даними сайту Верховної Ради України

### Депутати
За результатами місцевих виборів 2010 року депутатами ради стали:

#### За суб'єктами висування
| Суб'єкт висування                     | Кількість обраних депутатів | %    |
| ------------------------------------- | --------------------------- | ---- |
| Партія регіонів                       | 13                          | 43,3 |
| Самовисування                         | 10                          | 33,3 |
| Народна партія                        | 6                           | 20   |
| Політична партія Народний Рух України | 1                           | 3,3  |

#### За округами
| № округу                              | Прізвище, ім'я, по батькові      | Дата визнання обраним | Освіта  | Партійна приналежність                        | Відомості про обраного депутата                                   |
| ------------------------------------- | -------------------------------- | --------------------- | ------- | --------------------------------------------- | ----------------------------------------------------------------- |
| Народна Партія                        |                                  |                       |         |                                               |                                                                   |
| 5                                     | Гуцал Микола Миколайович         | 04.11.2010            | середня | член Народної партії                          | Комінтернівська державна податкова інспекція, інспектор           |
| 8                                     | Гайдар Лідія Миколаївна          | 04.11.2010            | вища    | член Народної партії                          | Комінтернівська загальноосвітня школа І-ІІІ ст., вчитель          |
| 11                                    | Моргун Віктор Миколайович        | 04.11.2010            | вища    | член Народної партії                          | пенсіонер                                                         |
| 19                                    | Золотарьова Олена Олександрівна  | 04.11.2010            | вища    | член Народної партії                          | тимчасово не працює                                               |
| 20                                    | Козлова Галина Вікторівна        | 04.11.2010            | середня | член Народної партії                          | АТ "Імексбанк", касир                                             |
| 22                                    | Секіраш Віктор Афанасійович      | 04.11.2010            | вища    | член Народної партії                          | ПП "Темп-СВ", директор                                            |
| Партія регіонів                       |                                  |                       |         |                                               |                                                                   |
| 1                                     | Шевченко Інна Борисівна          | 26.08.2012            | середня | член Партії регіонів                          | Комінтернівська центральна районна лікарня, медсестра             |
| 2                                     | Слюсаренко Віктор Віталійович    | 04.11.2010            | вища    | член Партії регіонів                          | ЗАТ компанії "РАЙЗ", заступник директора                          |
| 3                                     | Ткаченко Валентина Іванівна      | 04.11.2010            | середня | член Партії регіонів                          | МП "Уют", перукар                                                 |
| 10                                    | Іщенко Інна Михайлівна           | 04.11.2010            | вища    | член Партії регіонів                          | Комінтернівська селищна рада, керівник апарату                    |
| 12                                    | Гальченко Наталія Миколаївна     | 04.11.2010            | середня | член Партії регіонів                          | Комінтернівська ЦРЛ, старша медична сестра                        |
| 21                                    | Дзюбук Віктор Дмитрович          | 04.11.2010            | середня | член Партії регіонів                          | фермерське господарство "ВиРу", голова                            |
| 24                                    | Ващенко Людмила Андріївна        | 04.11.2010            | середня | член Партії регіонів                          | Комінтернівська селищна рада, спеціаліст І категорії              |
| 25                                    | Конів Василь Іванович            | 04.11.2010            | середня | член Партії регіонів                          | Комінтернівський районний ринок, директор                         |
| 26                                    | Тимошенко Вадим Євгенович        | 04.11.2010            | вища    | член Партії регіонів                          | приватний підприємець                                             |
| 27                                    | Цуркан Любов Іванівна            | 04.11.2010            | середня | член Партії регіонів                          | Комінтернівська ЦРЛ, медсестра                                    |
| 28                                    | Ткач Олег Анатолійович           | 04.11.2010            | середня | член Партії регіонів                          | Вовківське СК, директор                                           |
| 29                                    | Бірюкова Анна Павлівна           | 04.11.2010            | вища    | член Партії регіонів                          | центр соціальних служб для сім'ї дітей та молоді, директор        |
| 30                                    | Максименко Любов Степанівна      | 04.11.2010            | середня | член Партії регіонів                          | територіальний центр, соціальний працівник                        |
| Політична партія Народний Рух України |                                  |                       |         |                                               |                                                                   |
| 16                                    | Кобець Віктор Миколайович        | 04.11.2010            | середня | член Народного Руху України                   | ВАТ "Одесаобленерго", водій                                       |
| Самовисування                         |                                  |                       |         |                                               |                                                                   |
| 4                                     | Шаталов Пилип Степанович         | 04.11.2010            | середня | член Соціалістичної партії України            | Комінтернівське РБТІ, охоронець                                   |
| 6                                     | Іванов Олександр Васильович      | 04.11.2010            | вища    | позапартійний                                 | Комінтернівська ЦРЛ, водій                                        |
| 7                                     | Тріфонов Юрій Михайлович         | 04.11.2010            | вища    | позапартійний                                 | Комінтернівське районне управління юстиції, начальник відділу ДВС |
| 9                                     | Охременко Олена Анатоліївна      | 04.11.2010            | середня | член Всеукраїнського об'єднання "Батьківщина" | Комінтернівська ЦРЛ, акушерка                                     |
| 13                                    | Данилюк Олександр Ярославович    | 04.11.2010            | середня | позапартійний                                 | пункт технічного огляду, слюсар                                   |
| 14                                    | Гайдаржі Геннадій Афанасійович   | 04.11.2010            | вища    | позапартійний                                 | Одеський державний департамент України, інспектор                 |
| 15                                    | Бутрим Сергій Данилович          | 04.11.2010            | вища    | позапартійний                                 | приватний підприємець                                             |
| 17                                    | Могилевський Віктор Анатолійович | 04.11.2010            | вища    | позапартійний                                 | тимчасово не працює                                               |
| 18                                    | Голубович Анатолій Вікторович    | 04.11.2010            | середня | член Всеукраїнського об’єднання "Свобода"     | приватний підприємець                                             |
| 23                                    | Кривоносов Віктор Михайлович     | 04.11.2010            | вища    | позапартійний                                 | Комінтернівське районне управління юстиції, начальник             |